# Біблія Піскатора

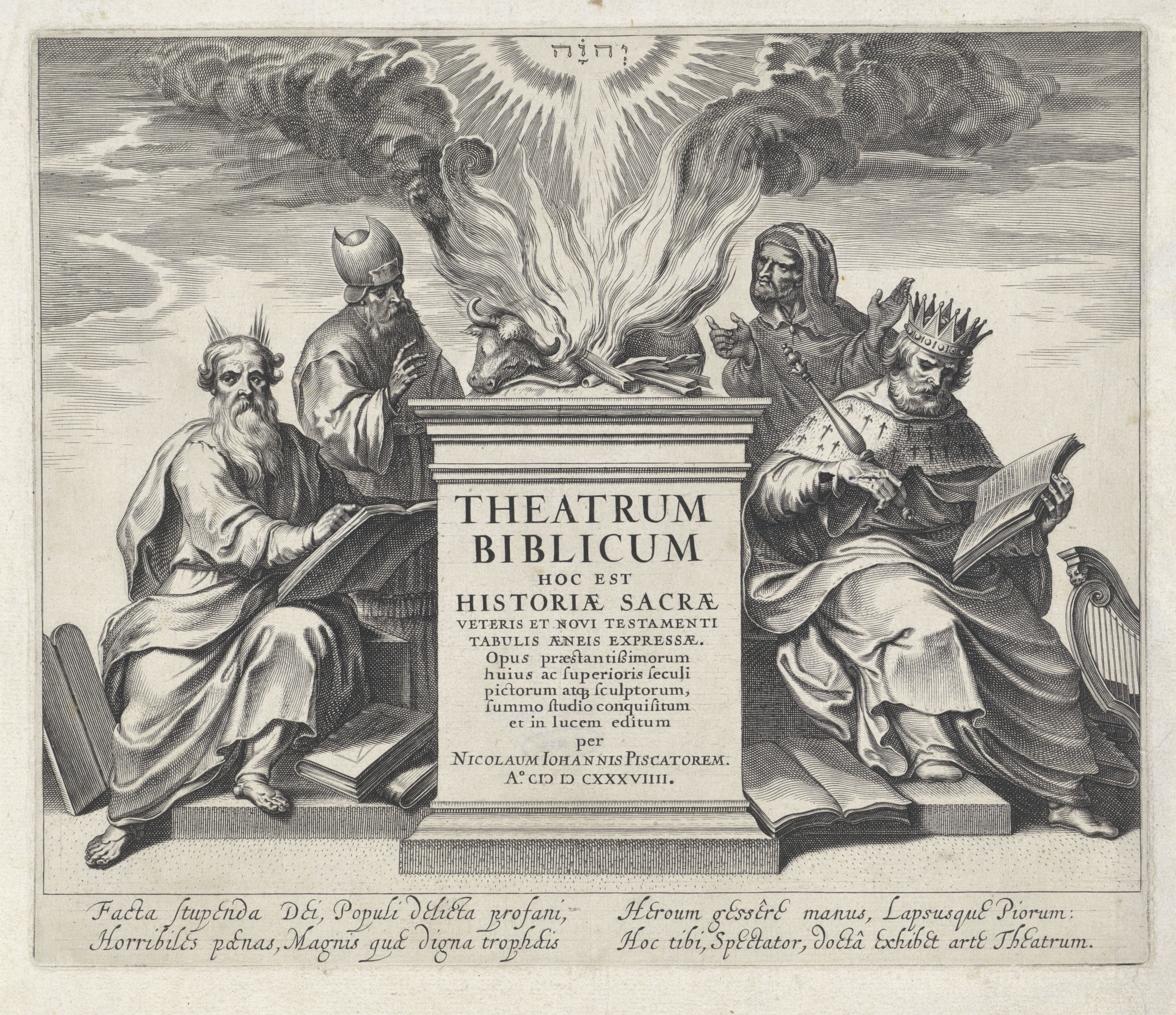
Фронтиспіс Біблії Піскатора, до 1639 р.

Біблія Піскатора (Theatrum biblicum ae neis exspressae… per Nicolaum Ioannis Piscatorem) — твір друкарні Піскатора з міста Антверпен, оприлюднений в 17 столітті і розрахований на неписьменних прочан. Твір мав лише відтиски (гравюри), створені різними граверами з картин і малюнків художників Італії та Нідерландів 16 століття (без тексту).

## Біблія де Йоде та Біблія Піскатора
Біблія Піскатора, надрукована в 17 столітті, мала свій прототип. Це була Біблія Герарда де Йоде, надрукована 1585 року, що містила низку гравюр, які для неї зробили понад двадцять майстрів Західної Європи. Половина світлин Біблії де Йоде була механічно перенесена до Біблії Піскатора.

## Історія створення Біблії Піскатора

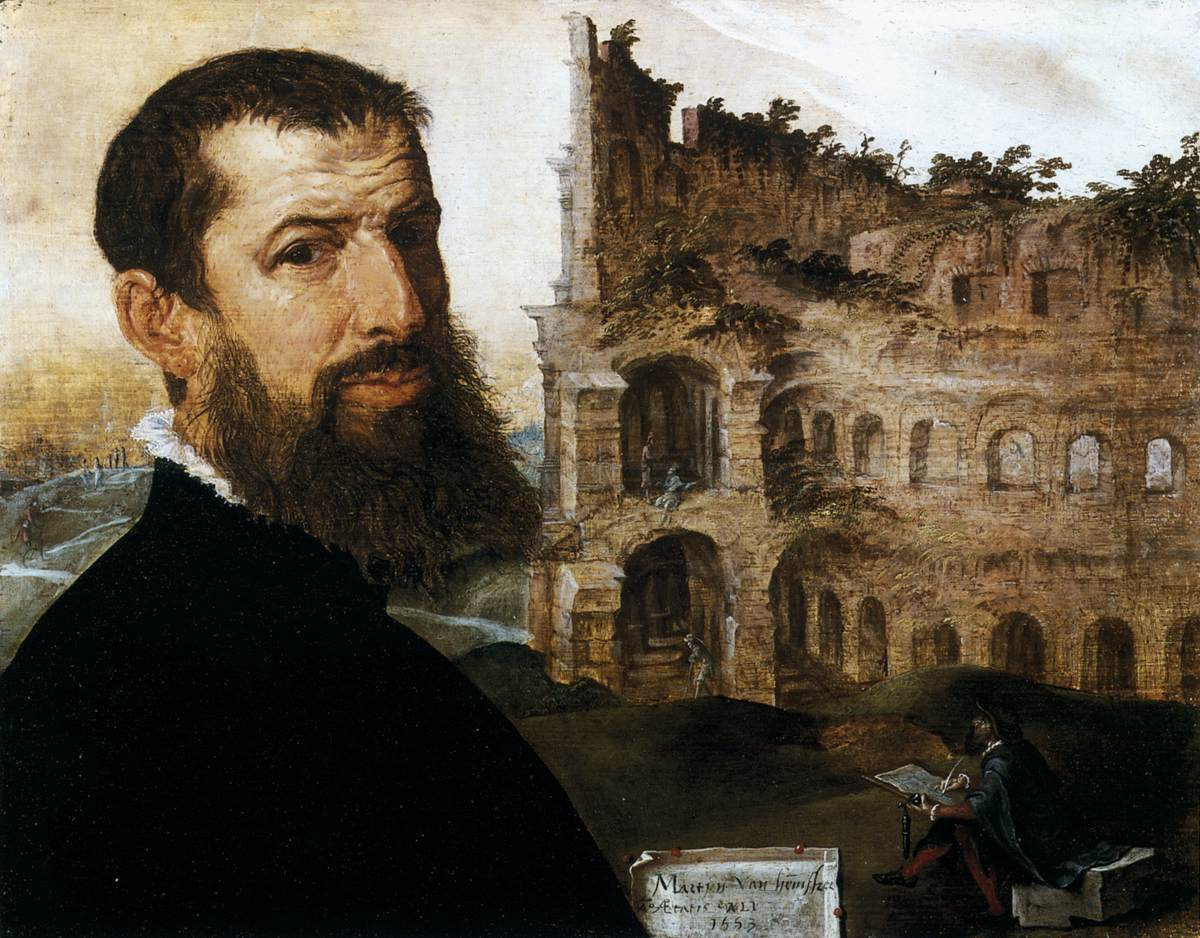
Мартен ван Гемскере. «Автопортрет в Римі». 1553 рік.

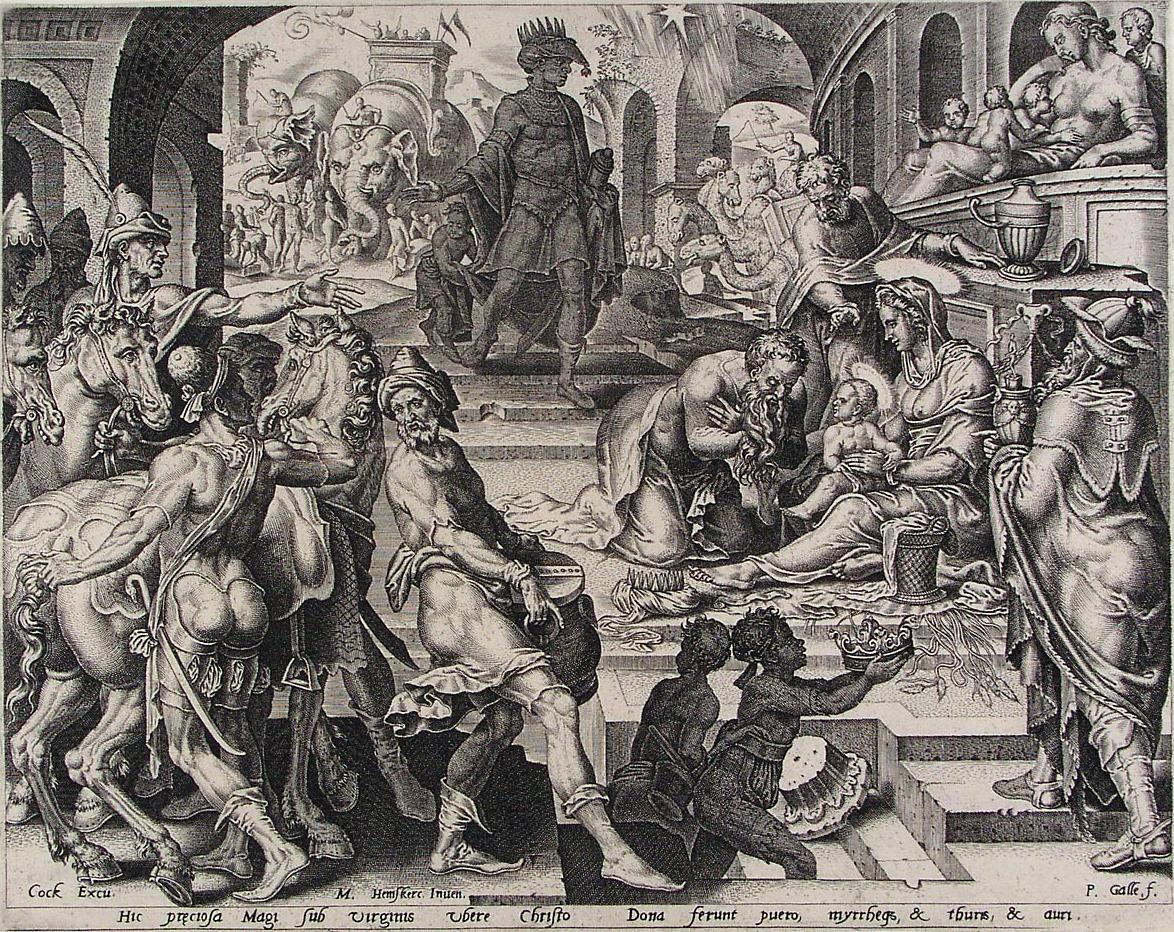
Гравер Філіп Галле за малюнком Гемскерка. «Поклоніння волхвів», бл. 1570 р. Музей Бойманс ван Бенінген

Таким чином, Біблія Піскатора не була оригінальним проектом, а повторювала досвід Біблії Герарда де Йоде і була створена майже на 50 років пізніше. Вона перевершувала Біблію де Йоде лише кількістю гравюр (майже п'ятсот), нагадувала сучасні альбоми і перевершувала кількістю дощок-кліше для відбитків, які вдало придбав і вдало використав підприємець і друкар Ніколас Йоанніс Фишер (Claes Jansz Visscher, 1587—1652). В цю колекцію потрапили твори цілої низки фламандських і голландських майстрів, представників маньєризму і бароко, поширених художніх течій національного мистецтва Нідерландів 16 століття. Фламандських і голландських майстрів (католиків і протестантів) відрізняли і віросповідання, і художні манери, і щаблі обдарованості, і індивідуальні смаки. Тому Біблія Піскатора стала анахронізмом, що мимоволі пропагувала ідейні течії минулого на той час 16 століття. 
Найдавнішими серед виявлених в виданні 1639 року були гравюри за творами Мартена ван Гемскерка (1498–1574), відомого представника стилю романизм. В Біблії Піскатора було використано шістдесят чотири (64) гравюри за творами Мартена ван Гемскерка, що добре репрезентувало творчість художника, котрий вже за життя мав європейську славу. Малюнки Мартена ван Гемскерка на біблійні сюжети переводив в гравюри і друкував ще видавець Єронім Кок. Саме Мартен ван Гемскерк запровадив до широкого вжитку нідерландських художників малювання з античних скульптур (це був місцевий аналог малювання з оголеної натури, що не мала тоді поширення в Нідерландах). Ще в римський період свого життя Гемскерк створив низку малюнків зі старовинних скульптур и уламків давньоримських споруд, котрі стануть персонажами його картин та малюнків. Серед них був і виразний вершник на передньому плані гравюри «Смерть Иєзавелі», котрого Гемскерк створив за подібністю монумента імператорові Марку Аврелію в Римі.
Зразком для гравюри «Благовіщення» слугувала відома композиція самого Рафаеля Санті. Для друку її готували Марко да Равенна, зразок якого скопіював нідерландець Гармен Мюллер в 1560-ті.
Найбільша кількість гравюр, що використана в Біблії Піскатора, створена антверпенським художником Мартеном де Восом (1532–1603). Було використано майже сто п'ятдесят (150) гравюр. І це не дивно. Мартен де Вос навчався у Франса Флориса (справжнє ім'я художника - Франс де Вриндт 1519/20–1570). Але Мартен де Вос перебрався в Венецію і мав вплив безпосередньо від відомого венеціанського маньєриста Якопо Тінторетто, в майстерні якого працював. Мартен де Вос повернувся на батьківщину і, по смерті Пітера Брейгеля старшого (1569 року) и Франса Флориса (свого вчителя), став найзначнішим художником Антверпена кінця 16 століття. (Ще один представник маньєризму в Нідерландах - Дірк Барендс (1534–1592), взагалі був учнем Тиціана).
Цікавою особистістю серед художників 16 століття був і Ян ван дер Страт (1523–1605), фламандець, що назавжди перебрався жити в Італію. В Біблію Піскатора увійшли двадцять п'ять (25) гравюр з творів ван дер Страта, а також дещо з творчого доробку італійця Антоніо Темпести (1555–1630), що був учнем Яна ван дер Страта. Гравюри різцем та офорти Антоніо Темпести набули поширення в 16 столітті і теж слугували іконографічними зразками.
Серед тих, чиї твори використані в Біблії Піскатора, гравюри як окремих митців (Карел ван Мандер, Філіп Галле, Гендрик Гольциус, Ян Вірикс, Адріан Колларт), так і художніх родин-династій Віриксів, Коллартів, Заделерів.

## Поширеність видання
Багатобарвність манер низки фламандських і голландських майстрів однак, вже пройшла перший іспит часом і вже мала популярність. Це спрацювало і на популярність видання, що виходило друком шість разів (в 1639, 1643, 1646, в 1650 - двічі, в 1674 роках). Згодом видання Біблії Піскатора перетнуло кордони і протестантських, і православних земель і країн, діставшись Речі Посплитої і України в її складі, Білорусі, Московії на сході, Британії на півночі, Сербії, Македонії, Болгарії на півдні.
Біблія Піскатора стала вдалим прикладом циркулярної графіки в Західній Європі і слугувала джерелом композицій і запозичень для дереворитів і фресок низки країн (Ілія дереворитник в Києві, майстри ярославських фресок 17 ст. та інші).

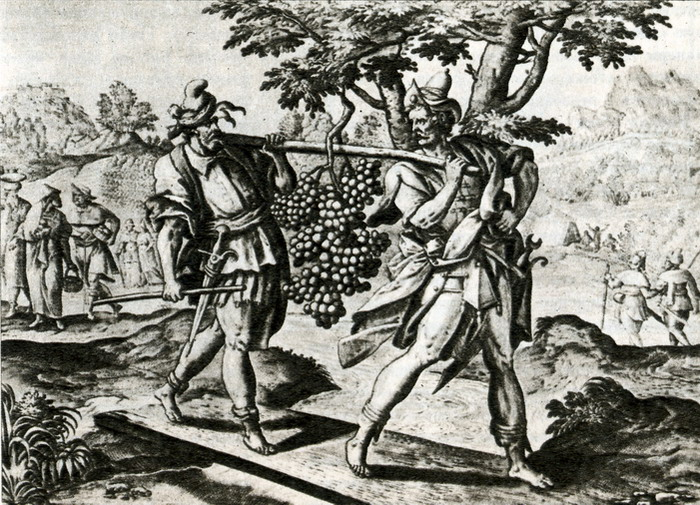
Біблія Піскатора, «Повернення із Ханаана», мідьорит
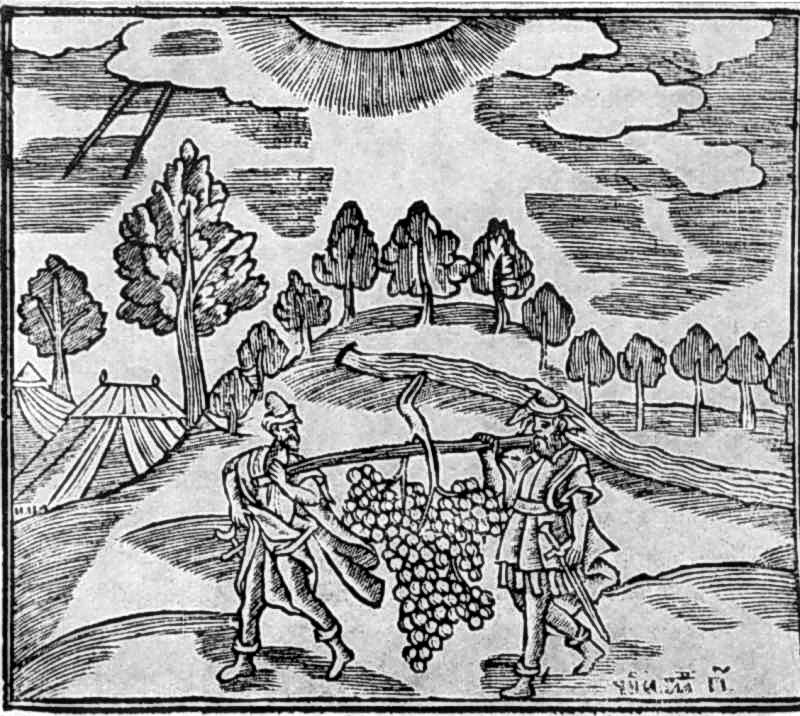
Ілія дереворитник. «Повернення із Ханаана», дереворит